# Dechtice
Dechtice (allemand : Degitz , hongrois : Dejte) est un village de Slovaquie situé dans la région de Trnava.

## Histoire
Première mention écrite du village en 1258.

## Démographie

### Évolution de la population
| Année:               | 1994. | 2004.   | 2014.   | 2024.   |
| -------------------- | ----- | ------- | ------- | ------- |
| Nombre de personnes: | 1760  | 1796    | 1868    | 1721    |
| Différence:          |       | +2,04 % | +4,00 % | -7,86 % |

| Année:               | 2023. | 2024.   |
| -------------------- | ----- | ------- |
| Nombre de personnes: | 1748  | 1721    |
| Différence:          |       | -1,54 % |